# Максюта, Юрий Иванович

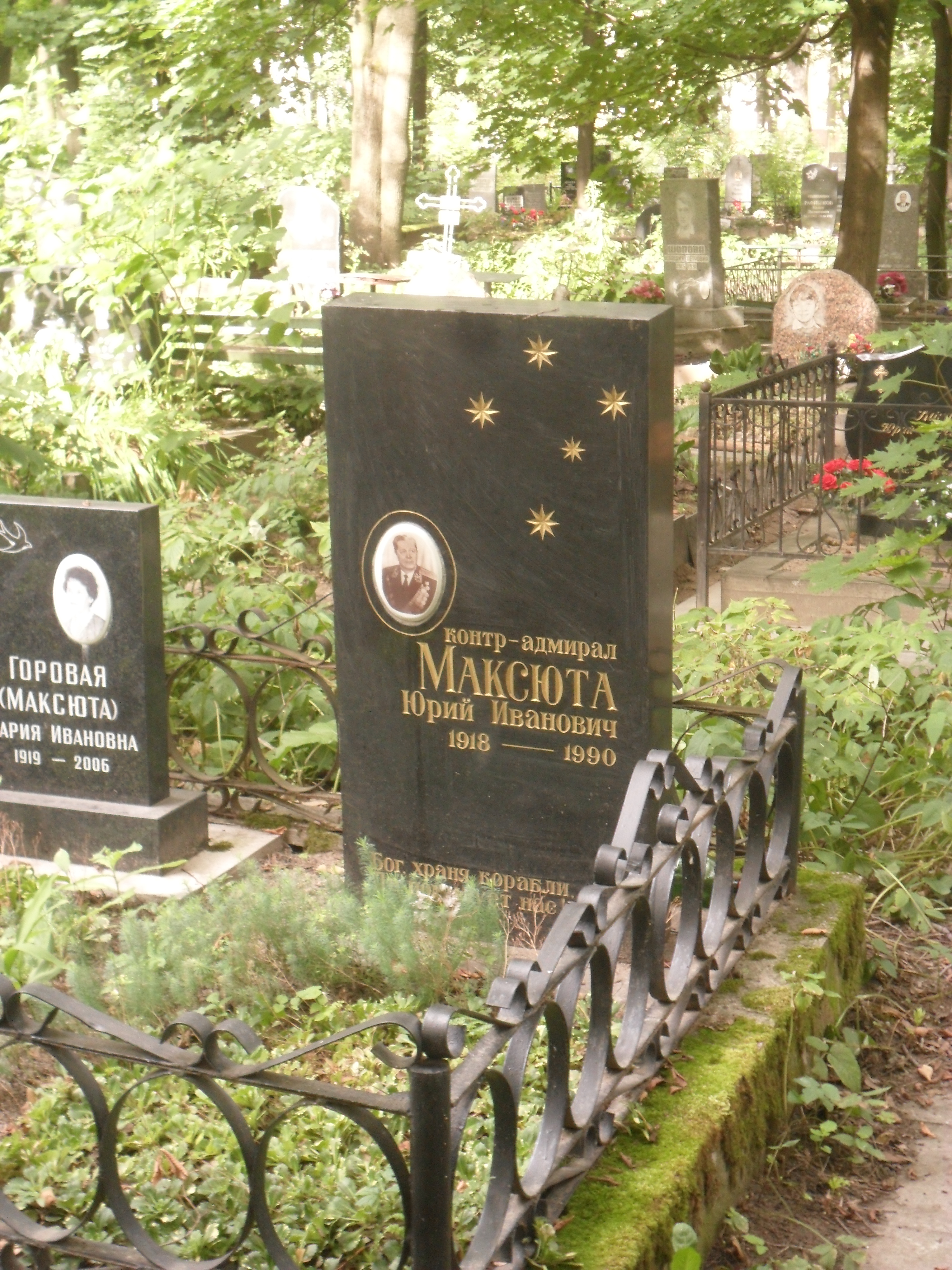
Могила Максюты на Волковском православном кладбище Санкт-Петербурга.

Максюта Юрий Иванович — (6 марта 1918, с. Синявка, Черниговская губерния — 28 марта 1990, Санкт-Петербург, СССР) — советский военный деятель, инженер, контр-адмирал.

## Биография

### Ранние годы
Родился 6 марта 1918 года в селе Синявка Черниговской области в семье служащих.
Окончил 8 классов Корюковской средней школы. В 1934—1935 годах учился на рабфаке Киевского института кожевенной промышленности, затем поступил в Киевский индустриальный институт (1935—1937). С 3-го курса Института по спецнабору ЦК ВЛКСМ направлен в военно-морское училище.

### Служба в Военно-морском флоте СССР до войны
С 1937 по 1939 год учился в Высшем военно-морском училище им. М. В. Фрунзе.
В 1943 году — на Высших ордена Ленина специальных офицерских курсах ВОЛСОК в городе Самарканд.
Окончил Академические курсы командиров при Военно-морской академии в 1959 году.
После окончания училища направлен на Краснознамённый Черноморский флот.
В 1939—1940 годах — командир рулевой группы на учебном корабле «Днепр».
1940—1942 годы — командир штурманской боевой части крейсера «Коминтерн».
В 1942-1945 гг. — помощник флагманского штурмана флота, затем командир штурманской боевой части, старший помощник командира линкора «Севастополь».

### Участие в Великой Отечественной войне
В 1940 г. Юрий Иванович был назначен командиром штурманской боевой части крейсера «Коминтерн» бригады кораблей охраны водного района Черноморского флота. Там он встретил войну.
С начала войны к апрелю 1942 года крейсер прошёл более 10 тысяч миль. Ю. И. Максюта лично рассчитывал районы минных постановок в Севастополе и Одессе, по его целеуказаниям вела огонь артиллерия крейсера.
С 29 декабря участвует в Керченско-Феодосийской десантной операции: совершает 3 рейса из кавказских портов в Феодосию, доставляя пополнение и припасы войскам Крымского фронта. После потери Феодосии, в феврале—марте 1942 года выполняет ещё четыре рейса в осаждённый Севастополь. 10 марта 1942 г. экипаж отразил десять атак немецких торпедоносцев. В тот же день корабль был повреждён авиабомбой, при этом сбито два немецких самолёта, один из них лично сбил Ю. И. Максюта.
В 1942 г. Ю.И.Максюты вошёл в состав Военного совета флота в качестве помощника  флагманского штурмана флота.
В марте 1943 г. направлен на Высшие ордена Ленина специальные офицерские курсы ВОЛСОК в Самарканде.
В ноябре 1943 года Максюта назначен командиром штурманской боевой части линкора «Севастополь».
Во время Великой Отечественной войны участвовал в обороне Одессы и Севастополя, в Керченско-Феодосийской (1941—1942) и Керченско-Эльтигенской (1943) операциях.
В феврале-марте 1945 г. участвовал в проводке союзнических конвоев при подготовке Ялтинской конференции.

### Создание Корабельного измерительного комплекса
1946—1949 годы — флагманский штурман эскадры Черноморского флота.
1949—1951 годы — командир эсминца «Огневой». 1951—1956 годы — старший помощник командира линкора «Севастополь», командир бригады эсминцев. 11.1953-1956.03.  командир крейсера «Дзержинский». 1956—1957 годы — начальник штаба дивизии крейсеров.
1957—1958 годы — помощник командующего флота по противовоздушной обороне.
В 1959 году по представлению Главкома ВМФ С. Г. Горшкова назначен командиром 4-й Тихоокеанской океанографической экспедиции ТОГЭ-4.
ТОГЭ-4 — уникальное соединение Военно-морского флота СССР, предназначенное для испытаний межконтинентальных баллистических ракет в акватории Тихого океана. ТОГЭ-4 — это легенда прикрытия, фактическое наименование — Плавучий измерительный комплекс Министерства Обороны СССР.
В январе 1960 года Максюта провёл первое испытание на предельную дальность межконтинентальной баллистической ракеты Р7А. В этом году ему было присвоено звание контр-адмирала.
Под руководством Максюты будущие корабли ТОГЭ-4 были переоборудованы на Балтийском заводе, после чего они совершили переход Северным морским путём в Петропавловск-Камчатский в бухту Тарья с остановками в портах Североморск, бухта Михайлова, остров Диксон, бухта Провидения.
В сложных условиях начального периода освоения космоса Максюта проявил высокие организаторские и творческие способности, инициативу и настойчивость в выполнении правительственных заданий.
При его непосредственном руководстве строился будущий город Вилючинск.
За обеспечение полета Ю. А. Гагарина награждён орденом Ленина.

### Руководство Научно-исследовательским навигационно-гидрографическим институтом

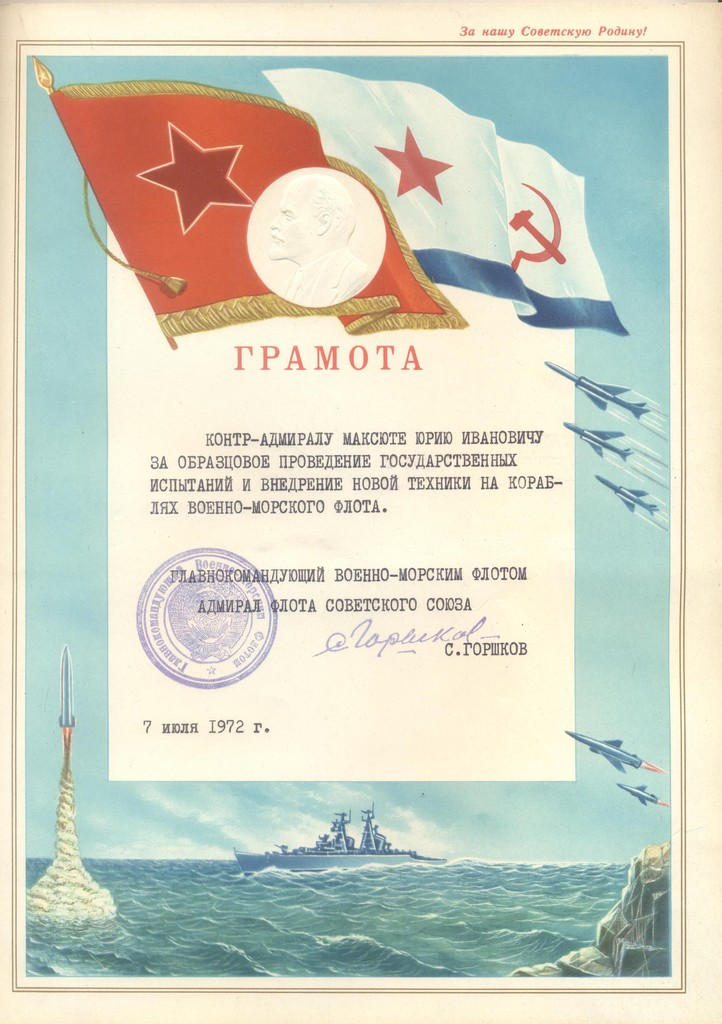
Благодарность ГК ВМФ С.Г.Горшкова в адрес Ю,И.Максюты

В 1964 году Максюта был назначен начальником Государственного научно-исследовательского навигационно-гидрографического института Министерства обороны СССР. Внёс вклад в развитие спутниковых навигационных систем. Сначала им была создана лаборатория по спутниковой тематике, которую возглавил Е. Ф. Суворов.
В декабре 1966 году в институте сформирован отдел «Методы и средства использования искусственных спутников Земли в навигации» из трех лабораторий. Максюта подписал первое техническое задание на разработку спутниковой навигационной системы второго поколения — будущая ГЛОНАСС.
Принимал активное участие на всех этапах создания первой российской навигационной спутниковой системы. В качестве председателя государственной комиссии руководил запуском первого навигационного спутника «Космос-192». Именно Максюта утвердил первые научные работы своих сотрудников, связанные с созданием основ спутниковой навигационной системы 2-го поколения.
Участвовал в составлении программы развития технических средств навигации на долгосрочный период, а также в разработке программы изучения геофизических полей Земли для обеспечения точности оружия ВМФ, новых ПЛ, перспективных кораблей и их вооружения.
Уволен в запас в 1978 году.

### Смерть
Юрий Иванович Максюта умер 28 марта 1990 года. Он похоронен на Волковском православном кладбище Ленинграда.

## Награды
- 1961 год — Орден Ленина;
- 1944 год — Орден Красного Знамени[4];
- 1953 год — Орден Красного Знамени;
- 1956 год — Орден Красного Знамени;
- 1945 год — Орден Отечественной войны I степени[5];
- 1949 год —  Орден Отечественной войны I степени;
- 1985 год — Орден Отечественной войны I степени;
- 1974 год — Орден Трудового Красного Знамени;
- 1942 год — Орден Красной Звезды[6];
- 1955 год — Орден Красной Звезды;
- 1943 год — Медаль «За оборону Одессы»;
- 1943 год — Медаль «За оборону Севастополя»;
- 1944 год — Медаль «За оборону Кавказа»;
- 1945 год — Медаль «За победу над Германией в Великой Отечественной войне 1941—1945 гг.»;
- Медали[какие?].
- 1968 год — именное оружие.

В 1976 году за участие в разработке навигационной спутниковой системы получил звание лауреата Ленинской премии.

## Память
- Межрегиональная общественная организация «Союз ветеранов кораблей измерительного комплекса имени адмирала Ю. И. Максюты»

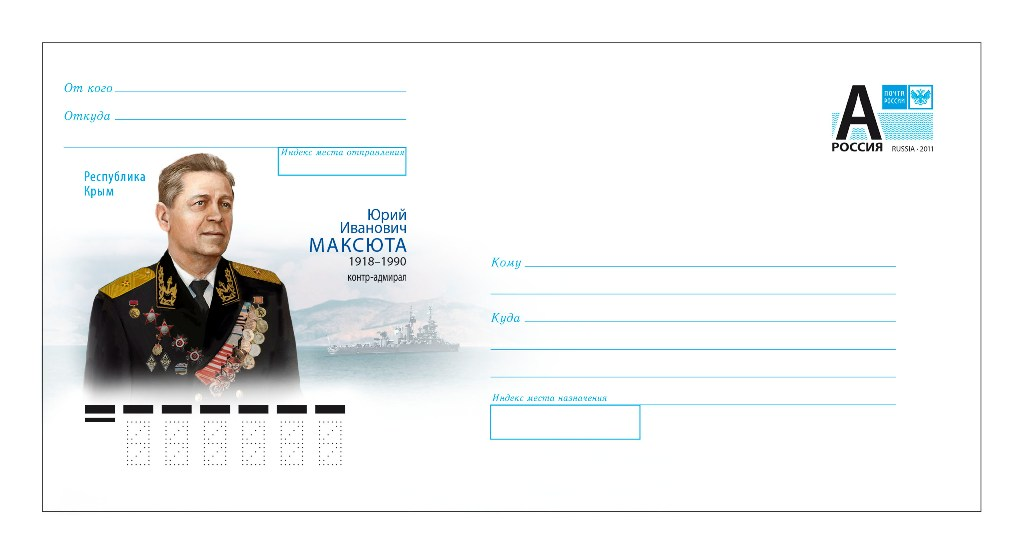
Конверт к 100-летию Ю.И.Максюты

- Общественная медаль «Контр-адмирал Ю. И. Максюта».
- 23 марта 2018 г. на здании Государственного научно-исследовательского навигационно-гидрографического института (ГНИНГИ) министерства обороны открыта мемориальная доска, посвящённая Ю. И. Максюте.
- 12 сентября 2018 г. городская дума г. Вилючинска приняла решение № 229/77-6 о присвоении Ю. И. Максюте звания «Почётный гражданин города Вилючинска».
- В августе 2018 года городская дума г. Вилючинска приняла решение о поименовании новой улицы города именем Ю. И. Максюты.
- «Почта России» к 100-летию Ю. И. Максюты выпустила почтовый конверт.